# The Dalles Bridge
Die The Dalles Bridge ist eine zweispurige Straßenbrücke über den Columbia River zwischen Dallesport (Klickitat County) in Washington und The Dalles (Wasco County) in Oregon. Sie führt den U.S. Highway 197 und wird vom Oregon Department of Transportation (ODOT) betrieben. Das Verkehrsaufkommen liegt bei durchschnittlich 8.400 Fahrzeugen pro Tag.

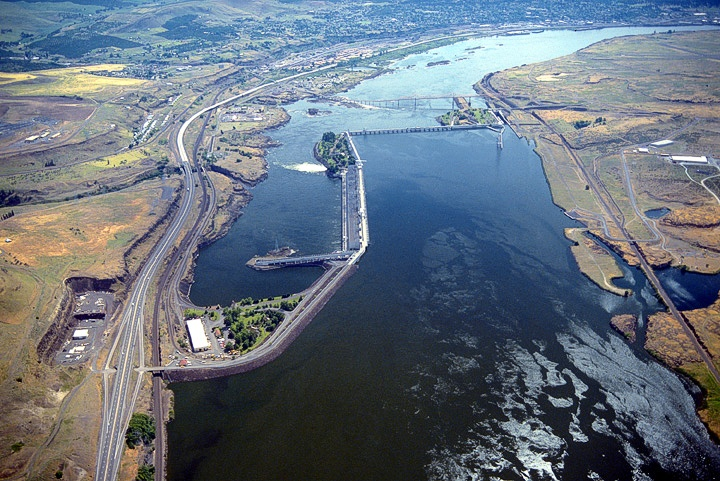
Der The Dalles Dam und flussabwärts dahinter die The Dalles Bridge.

Die Brücke wurde zwischen 1951 und 1953 im Zuge der Errichtung des The Dalles Dam vom Wasco County gebaut und über Mauteinnahmen bis 1974 finanziert. Sie liegt flussabwärts unmittelbar hinter der Talsperre und überspannt auf der Washington-Seite die Schifffahrtsrinne hinter der Schleuse.
Die Brücke hat eine Gesamtlänge von circa 1020 Meter (die Angaben schwanken zw. 1017,7 m und 1019,6 m) und ist eine Kombination aus Balkenbrücke und Fachwerkbrücke. Der Mittelteil ist ein Gerberträger aus Stahl mit einer Spannweite von 175,6 m und je einem 39,0 m langen Ankerträger, an die sich auf der Oregon-Seite die Balkenbrücke anschließt sowie auf der Washington-Seite zwei Warren-Fachwerkträger (Strebenfachwerk mit Pfosten und untenliegender Fahrbahn) als Verlängerung des nördlichen Ankerträgers bis zum Widerlager. Die Brücke wurde am 18. Dezember 1953 eingeweiht.